# Schlacht von Azincourt
Koordinaten: 50° 27′ 49″ N, 2° 8′ 30″ O
Die Schlacht von Azincourt (französisch Bataille d’Azincourt, englisch Battle of Agincourt) fand am 25. Oktober 1415, am Tag des Heiligen Crispinian, bei Arras im heutigen nordfranzösischen Département Pas-de-Calais statt. Die Truppen von König Heinrich V. von England kämpften gegen das Heer König Karls VI. von Frankreich, verschiedener französischer Edelherren und der Armagnacs. Es war einer der größten militärischen Siege der Engländer über die Franzosen während des Hundertjährigen Kriegs.
Die Schlacht von Azincourt ist für eine mittelalterliche Schlacht ungewöhnlich gut dokumentiert. Die präzise Örtlichkeit der Hauptschlacht ist unumstritten; über die Chronologie besteht nur in Detailfragen Unsicherheit. Die Anzahl der Schlachtteilnehmer dagegen ist seit langem strittig, da hier die Chroniken weit voneinander abweichen. Über fast 600 Jahre bestand jedoch Konsens, dass das englisch-walisische Heer den französischen Truppen zahlenmäßig weit unterlegen war. Moderne Historiker haben häufig ein Kräfteverhältnis von 4:1 zugunsten der französischen Seite unterstellt. Neuere Forschungen der britischen Historikerin Anne Curry bestreiten dies. Abweichend von der bislang bestehenden Lehrmeinung vertritt sie (ausgehend von den dokumentierten Soldzahlungen) die Ansicht, dass das französische Heer dem englisch-walisischen Heer nur mit einem Kräfteverhältnis von 3:2 überlegen war. Das genaue Kräfteverhältnis bleibt aber nach wie vor strittig.
Die Schlacht von Azincourt gilt als eine der bedeutendsten Schlachten der Militärgeschichte, weil – wie zuvor bei der Schlacht von Crécy – mit Langbogen bewaffnete Fußtruppen einen entscheidenden Anteil am Ausgang der Schlacht hatten. Der Angriff der schweren französischen Reiterei blieb nicht zuletzt wegen des massiven Einsatzes der Langbogenschützen ineffektiv, d. h. der Angriff der schwer gerüsteten französischen Adeligen wurde durch deren Einsatz verlangsamt und beeinträchtigt. Die militärische Niederlage Frankreichs war so nachhaltig, dass Heinrich V. 1420 Frankreich den Vertrag von Troyes aufzwingen konnte, der ihm durch die Heirat der französischen Königstochter Katharina von Valois den Anspruch auf den französischen Thron zusicherte.

## Hintergrund

### Ursachen der Auseinandersetzung
Ausgangspunkt und Kernstreitpunkt des Hundertjährigen Krieges, zu dessen Kriegshandlungen die Schlacht von Azincourt zählt, war der englische Anspruch auf den französischen Thron. Die erste Phase dieses Krieges endete nach den englischen Siegen in Crécy (1346) und Maupertuis (1356) mit dem im Jahre 1360 geschlossenen Frieden von Brétigny, der die Herrschaft Englands über große Teile Frankreichs sicherstellte. Bis 1396 konnten die Franzosen einen Großteil ihres an die Engländer verlorenen Landes zurückerobern und durch einen erneuten Friedensschluss mit England sichern. Heinrich V., der 1413 den englischen Thron bestieg, erneuerte den Anspruch auf das französische Königreich und nahm dazu diplomatische Gespräche wieder auf, während er gleichzeitig ein Heer von erfahrenen, von der englischen Krone direkt bezahlten Soldaten anwarb. Nach Abbruch der diplomatischen Verhandlungen landeten er und sein Heer am 14. August 1415 in Harfleur (heute Département Seine-Maritime) in der Normandie.

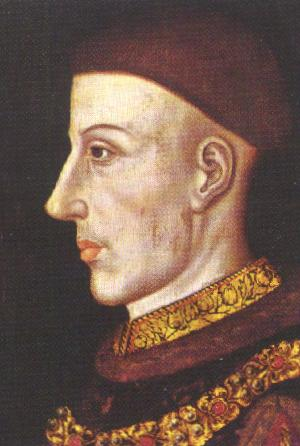
Heinrich V. von England. Anonymes Porträt, spätes 16. oder frühes 17. Jahrhundert. National Portrait Gallery (London)

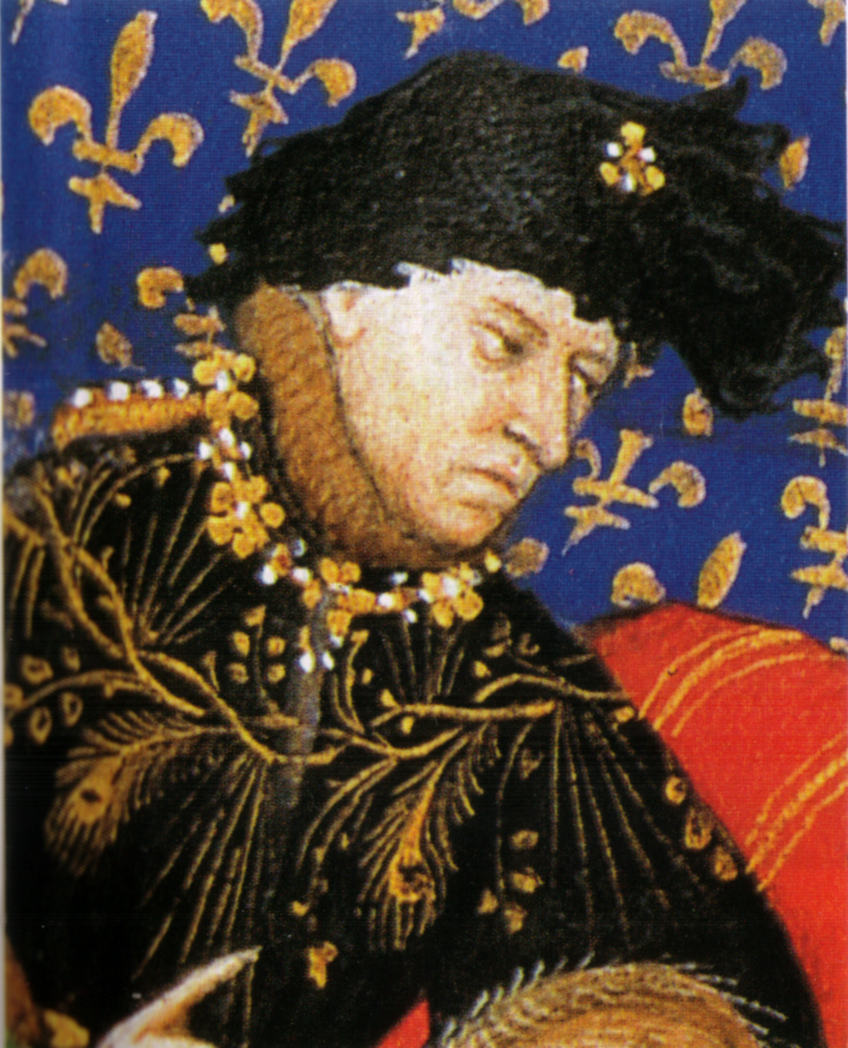
Karl VI. von Frankreich. Detail einer Buchmalerei aus einem um 1412 entstandenen Handschriftencodex. Universitätsbibliothek Genf

Auf französischer Seite stand ihm der geisteskranke König Karl VI. gegenüber. Unter seinen Reichsverwesern waren der Herzog von Burgund, Johann Ohnefurcht, und der Herzog von Orléans, Charles de Valois, die mit ihren Parteien der Bourguignons und der Armagnacs einen Machtkampf austrugen, der die französische Seite im Krieg gegen die Engländer nahezu paralysierte. Der vom englisch-walisischen Heer belagerten Stadt Harfleur kam kein französisches Heer zu Hilfe und die Stadt kapitulierte am 22. September.:S. 92–94 Zwar fand nach dem Fall Harfleurs eine Mobilmachung der Lehnsheere in den französischen Provinzen statt, aber die Heere der Herzöge von Orléans und Burgund hätten sich vermutlich bei einem Aufeinandertreffen gegenseitig bekämpft. So blieb das Heer des burgundischen Herzogs Johann Ohnefurcht zurück und der Connétable, Charles I. d’Albret, kommandierte die französische Streitmacht.

### Der englische Marsch nach Azincourt
Etwa ein Drittel des englisch-walisischen Heeres war nach der wochenlangen Belagerung von Harfleur tot oder kampfunfähig.:S. 92–94 Mit einem von Tag zu Tag durch eine Ruhrepidemie stärker geschwächten Restheer wollte Heinrich V. nach Calais ziehen, das seit 1396 die letzte Bastion der englischen Krone in Nordfrankreich war. Dort wollte er sich auf kommende Kampfhandlungen vorbereiten. Die direkte Wegstrecke von Harfleur nach Calais betrug etwa 200 Kilometer und führte entlang der Küste. Nur die Somme stellte auf diesem Weg ein größeres Hindernis dar. Um diesen Fluss oberhalb des Mündungsbereiches zu überqueren, zog das englisch-walisische Heer ab dem 13. Oktober weiter ins Inland.:S. 92–94
Entlang der Somme hatten französische Truppen die Übergänge rechtzeitig besetzt, so dass die englische Streitmacht auf der Suche nach einer Möglichkeit, die Somme zu überqueren, immer weiter ins Landesinnere eindringen musste. Sie folgte dabei dem Flusslauf; allerdings hielt das französische Heer auf dem Nordufer der Somme mit ihr Schritt. Heinrich V. entschied sich daher, dem Flusslauf nicht länger zu folgen und überquerte, um das französische Heer abzuschütteln, in einem Gewaltmarsch die Santerre-Ebene.:S. 92–94 In der Nähe der Orte Bethencourt und Voyennes fanden sie zwei unbewachte, wenn auch beschädigte Dämme, die ihnen den Wechsel über die Somme erlaubten. Sie hatten bis zu diesem Zeitpunkt in zwölf Tagen 340 km zurückgelegt.:S. 92–94 Deshalb ließ Heinrich V. sein Heer am 20. Oktober ruhen. Vom 21. bis zum 24. Oktober legte das Heer weitere 120 km zurück. Heinrich V. war sich dabei bewusst, dass sich das französische Heer an ihrer rechten Flanke befinden musste. Kundschafter konnten am 24. Oktober diese Vermutung bestätigen. Obwohl sich die Franzosen bereits am 24. Oktober in Schlachtordnung aufstellten, unterblieb die Schlacht wegen hereinbrechender Dunkelheit.:S. 92–94 Die beiden Heere lagerten während der sehr regnerischen Nacht in Hörweite voneinander.

## Ausrüstung
Die Schlacht von Azincourt wird gelegentlich verkürzt als eine Auseinandersetzung zwischen Rittern und Bogenschützen bezeichnet. Als Ritter im weiteren Sinne des Wortes werden die schwer gerüsteten, berittenen Krieger des Mittelalters bezeichnet. Im engeren Sinne ist Ritter die Bezeichnung eines Standes, dem zwar viele, aber keineswegs alle mittelalterlichen Adeligen angehörten. Aus finanziellen und familiären Gründen zogen es viele Adelige vor, zeit ihres Lebens Edelknechte und damit ritterbürtige und waffentragende Krieger zu bleiben. In Azincourt spielte schwer gerüstete Reiterei, die nur von der französischen Seite eingesetzt wurde, lediglich zu Beginn der Schlacht eine Rolle. Der eigentliche und schlachtentscheidende Kampf fand zu Fuß zwischen schwer gerüsteten Adeligen statt, von denen nicht jeder dem Ritterstand angehörte. Die englische Historiographie unterscheidet deswegen zwischen knights (= Ritter im engen Sinne) und Men-at-Arms (= schwer gerüstete Krieger, die einen Plattenpanzer trugen). In der deutschsprachigen Literatur wird für diese Krieger gelegentlich gleichfalls der englische Begriff Men-at-arms verwendet. Im Folgenden wird dieser Teil der Kämpfenden in der Schlacht von Azincourt als „Gewappnete“ bezeichnet, ein Begriff, den auch Hermann Kusterer verwendet, der John Keegans Analyse der Schlacht von Azincourt ins Deutsche übersetzte.

### Ausrüstung der Gewappneten
Die Gewappneten beider Heere trugen jeweils einen Plattenpanzer, eine Vollrüstung, die aus mehreren Dutzend Metallplatten bestand, die durch zahlreiche Riemen, Niete und Scharniere flexibel miteinander verbunden waren und das Tragen eines Schildes unnötig machte. Bei vielen schützte ein Kettenhemd unter dem Plattenpanzer Achseln und Genitalbereich. Der Kopf war durch eine Beckenhaube geschützt, an der ein bewegliches Visier befestigt war. Die Panzer waren je nach Wohlstand des Auftraggebers individuell für ihn angefertigt oder setzten sich aus mehreren ererbten oder einzeln gekauften Stücken zusammen. Die Herstellung eines maßgefertigten Harnisches nahm meist mehrere Monate in Anspruch. Die Preisunterschiede zwischen Plattenrüstungen konnten sehr groß sein, aber in der Regel kosteten sie mindestens so viel, wie ein damaliger Handwerksmann in mehreren Jahren verdiente. Zusammen mit dem Helm wog die über den ganzen Körper verteilte Rüstung zwischen 28 und 35 Kilogramm. Eine gut gearbeitete Rüstung erlaubte ihrem Träger, auch ohne fremde Hilfe auf sein Pferd zu steigen oder nach einem Sturz problemlos wieder aufzustehen.:S. 39

### Ausrüstung der englischen Langbogenschützen
Über die Ausrüstung der für den Ausgang der Schlacht wesentlichen englischen Langbogenschützen ist sehr wenig bekannt. Einige von ihnen trugen möglicherweise ein kurzärmeliges Kettenhemd über einem wattierten Wams. Das wattierte Wams hatte sich aus dem unter dem Kettenhemd getragenen Gambeson entwickelt. Es lag an Oberkörper und Armen fest an und bestand aus mehreren Lagen festen Leinengewebes, welches in Längsrichtung gesteppt war. Es war häufig mit Wolle, Watte, Filz, Hanf oder Heu gepolstert. Ein aus den 1460er Jahren stammendes Wams ist erhalten geblieben und weist auf der Vorderseite 23 Lagen Leinen und Wolle und an der Rückseite 21 Lagen auf. Einige Quellen berichten, dass die Bogenschützen ansonsten barhäuptig und barfüßig kämpften.:S. 253 Sie waren in einem direkten Kampf mit einem Gewappneten auf Grund ihrer anderen Waffen und dem geringen Schutz, den ihre Kleidung bot, weit unterlegen. Verglichen mit einem Kämpfer, der einen Plattenpanzer trug, waren sie jedoch erheblich beweglicher.
Ihre entscheidende Stärke lag im geübten Umgang mit dem Langbogen. Ein Bogenschütze musste mindestens zehn Pfeile pro Minute abschießen können, um ins englisch-walisische Heer aufgenommen zu werden. Die Bogenschützen beherrschten unterschiedliche Schusstechniken. Dazu gehörte ein Abschießen von Pfeilen in der Art, dass sie einer hohen parabolischen Flugbahn folgten. Mehrere hintereinander stehende Reihen an Bogenschützen konnten auf diese Weise gleichzeitig ihre Pfeile abschießen. Diese Technik wurde vor allem verwendet, wenn der Angriff des Feindes durch einen dichten Pfeilschwarm verlangsamt werden sollte.
Die Pfeile trugen eine schmiedeeiserne Spitze. Die nach der Klassifikation des Britischen Museums sogenannte „Kriegsspitze Typ 16“ war etwa fünf Zentimeter lang, lanzettförmig mit flachelliptischem Querschnitt und kaum ausgeprägten Widerhaken. Auf Grund moderner Schießversuche weiß man, dass diese Pfeile Kettenhemden und Plattenpanzerungen durchschlagen konnten. Verwendet wurden außerdem Bodkin-Spitzen, die auf Grund ihrer kurzen kräftigen Vierkantspitze ebenfalls Plattenpanzerungen und Kettenhemden durchschlagen konnten. Auch hier haben moderne Schießversuche gezeigt, dass Pfeile mit Bodkinspitze bei einem Auftreffwinkel von 50 Grad einen Plattenharnisch von 1,5 mm Plattenstärke durchschlagen können.
Die Pfeile wurden zu Bündeln von je 24 Pfeilen in Leinenbehältern transportiert. Während des Gefechtes trug der Bogenschütze diese entweder als Bündel in seinem Gürtel oder in einem Transportbehälter. Häufig steckte der Schütze seine Pfeile vor sich in den Boden. Solche durch Erdreich verunreinigte Spitzen führten bei den Getroffenen oft zu schwerwiegenden Entzündungen der Wunden.

## Schlachtaufstellung und Truppenstärke

### Die französische Schlachtaufstellung
Der französischen Seite wird gelegentlich unterstellt, sie hätte sich angesichts ihrer zahlenmäßigen Überlegenheit ohne Vorbereitung der Schlacht mit den englischen Truppen gestellt. Es ist jedoch ein französischer Schlachtplan erhalten geblieben, der vermutlich wenige Tage vor der Schlacht von Azincourt aufgestellt wurde.:S. 273 Danach planten die Franzosen eine dreiteilige Schlachtaufstellung, bei der die Gewappneten in der Mitte standen. Sie sollten von Bogen- und Armbrustschützen flankiert werden, die in den ersten Schlachtminuten die englischen Bogenschützen mit ihren Pfeilen und Bolzen dezimieren sollten. Eine ebenfalls an den Flanken platzierte, 1.000 Mann starke Reiterei sollte dann die Bogenschützen überrennen und niedermachen.:S. 51:S. 218 Die Hauptangriffskräfte in der zweiten Reihe sollten durch Charles I. d’Albret und die Herzöge von Alençon, Orléans und der Bretagne angeführt werden. Die beiden Flügel sollten unter dem Kommando von Arthur de Richemont und Tanneguy du Chastel stehen. Die Leitung der vordersten Front, die nach dem Angriff der Reiterei kämpfen sollte, war nach diesem Plan Jean I. de Bourbon, Jean II. Le Maingre und Guichard II. Dauphin, dem Großmeister von Frankreich, übertragen.:S. 218f
Die ursprüngliche Schlachtordnung wurde so jedoch nie umgesetzt.:S. 272 Der Herzog der Bretagne sowie Tanneguy du Chastel und der Graf von Charolais (Philipp der Gute) erschienen verspätet beziehungsweise gar nicht auf dem Schlachtfeld. Die anwesenden Hochadeligen verlangten dagegen, in der prestigeträchtigen vordersten Front zu stehen, und verweigerten sich einer Führungsrolle über die Flanken oder die Nachhut. Den Streit löste man, indem man die höchsten Adeligen und Träger der wichtigsten französischen Großämter in vorderster Front Stellung beziehen ließ. Sie sollte nach einem Angriff von Berittenen auf die englischen Bogenschützen zu Fuß das englisch-walisische Heer angreifen. Die Herzöge von Alençon und Bar sollten die Hauptangriffskräfte führen. Unterstellt man, dass jeweils achttausend Mann die Vorhut und die Hauptstreitkräfte bildeten, dann bestanden Vorhut und Hauptstreitkraft jeweils aus acht Reihen. Die Nachhut oder dritte Linie bildeten Berittene, deren Aufgabe es sein sollte, Engländer und Waliser zu verfolgen, sobald deren Linie von den Berittenen, der Vorhut und den Hauptstreitkräften zerstört sein würden.:S. 307 Zwei Abteilungen von je etwa fünfhundert Reitern waren an den beiden Flügeln aufgestellt.:S. 100:S. 277 Die französischen Bogenschützen, die nach dem ursprünglichen Plan an der Frontlinie der Flügel platziert waren, wurden nun hinter die gepanzerten Soldaten gestellt. Das machte es ihnen nahezu unmöglich, in das Schlachtgeschehen einzugreifen.:S. 276

### Die englische Schlachtaufstellung
Auf englischer Seite sollte die Schlacht überwiegend zu Fuß ausgefochten werden. Die Schlachtordnung bestand aus drei Blöcken, zwischen denen vermutlich zwei Gruppen an Bogenschützen platziert waren.:S. 230–231 Der rechte Block wurde durch Edward of Norwich, 2. Duke of York, der mittlere von Heinrich V. und der linke von Lord Thomas Camoys befehligt. Die Linie der Gewappneten war etwa vier bis fünf Mann tief.:S. 100 Die Flügel bestanden wiederum aus Bogenschützen und waren möglicherweise etwas vorgezogen.:S. 103 Geführt wurden die Bogenschützen von Sir Thomas Erpingham, einem sehr schlachterfahrenen Ritter, der bereits unter Heinrich IV. gedient hatte.
Die englisch-walisischen Bogenschützen hatten seit dem zehnten Marschtag kräftige Pfähle mit sich geführt, die beiderseits angespitzt waren. Den Befehl für ihre Mitnahme hatte Heinrich V. gegeben, weil sie eine wirkungsvolle Maßnahme gegen überraschende Angriffe durch Reiter waren. Diese Pfähle wurden von den Bogenschützen schräg in den Boden gerammt. Nach Analysen von John Keegan ist es am wahrscheinlichsten, dass die Pfähle in sechs oder sieben Reihen mit einem Abstand von etwa jeweils neunzig Zentimeter und schräg versetzt eingeschlagen wurden. Das erlaubte den Bogenschützen die Bewegungsfreiheit, die im späteren Schlachtverlauf eine Rolle spielte.

### Truppenstärke
Die Anzahl der auf Seiten der Franzosen Kämpfenden ist seit langem stark umstritten, während über die Truppenstärke der englisch-walisischen Seite weitgehend Konsens bestand, dass sie aus etwa 1.000 Gewappneten und 5.000 Bogenschützen bestanden habe. Anne Curry ist jedoch aufgrund der dokumentierten englischen Soldzahlungen der Ansicht, dass die britische Seite unterschätzt wird, und geht von mindestens 1.593 Gewappneten und 7.139 Bogenschützen aus.:S. 228 Ungewöhnlich am englisch-walisischen Heer war in diesem Fall nicht die geringe Größe, sondern eine Zusammensetzung, bei der die Gewappneten nicht einmal ein Viertel der Truppen ausmachten.:S. 228–229
Zeitgenössische englische Quellen nennen auf Seite der Franzosen 60.000 bis 150.000 Mann, was fraglos weit übertrieben ist, wohingegen zeitgenössische französische Quellen dazu neigen, die Anzahl der Schlachtbeteiligten auf französischer Seite herunterzuspielen; sie nennen zwischen 8.000 und 50.000 Mann. Die teils extrem hohen Angaben in den zeitgenössischen Quellen von 60.000 Beteiligten oder mehr entsprechen jedoch nicht den modernen Forschungsergebnissen und sind schon aus logistischer Sicht nicht haltbar.:S. 225f Die Historikerin Juliet Barker schätzt die Anzahl der französischen Schlachtbeteiligten auf knapp 22.000.:S. 274–275 Anne Curry geht im Gegensatz dazu nur von einer französischen Truppenstärke von 12.000 Mann aus, von denen mindestens zwei Drittel Gewappnete waren.:S. 288 Sie vertritt die Ansicht, dass es den Franzosen nicht gelang, rechtzeitig ihre Truppen zusammenzuziehen. Während die meisten modernen Historiker das Fehlen einiger französischer Hochadeliger und ihrer Gefolge ausschließlich dem innerfranzösischen Machtkampf zuschreiben, lässt Anne Curry das nur für einige wenige gelten.:S. 221
Es gibt darüber hinaus sogar Argumente für eine zahlenmäßige Unterlegenheit der Franzosen. So sind die französischsprachigen zeitgenössischen Quellen der pro-englischen Seite zuzuordnen und insofern ebenfalls einer Übersteigerung der Niederlage interessiert. Außerdem waren durch einen fünftägigen parallelen Marsch, den die Franzosen durch höheres Tempo unter Zurücklassung langsamer Truppenteile schneller vollzogen, um sich den Engländern in den Weg zu stellen, die französischen Truppen wohl nicht geschlossen versammelt. Schließlich spricht die defensive Aufstellung der Franzosen und die im Zentrum abgesessenen Ritter, die eigentlich traditionell auf ihre Offensivkraft zu Pferde vertrauten, gegen deren zahlenmäßige Überlegenheit. Bereits Hans Delbrück, der grundsätzlich sehr skeptisch gegenüber den Aussagen der Quellen war, schätzte die Stärke der Franzosen sogar nur auf 4.000–6.000 Mann.
Die beiden Heere unterschieden sich aber fraglos in ihrer sozialen Zusammensetzung. Auf französischer Seite kämpften vorwiegend Adlige mit ihrem jeweiligen Gefolge. Dieses Gefolge gehörte überwiegend ebenfalls dem (niederen) Adel an. Im englischen Heer spielten die Adligen, die die Truppe der Gewappneten stellten, eine deutlich geringere Rolle. Die wesentliche Streitkraft der Engländer stellten vielmehr die Bogenschützen dar, die aus nicht-adligen Schichten stammten und Heinrich V. direkt verpflichtet waren. Anne Curry sieht darin einen entscheidenden Vorteil für die englisch-walisische Seite. Auf französischer Seite kämpfte aus ihrer Sicht ein nur lose zusammengefügtes und von inneren Streitigkeiten geprägtes Heer mit einer unklaren Schlachtordnung. Die englisch-walisischen Truppen dagegen hätten eine klare Befehlsstruktur und ein stärker ausgeprägtes Gemeinschaftsgefühl besessen.:S. 222

## Schlachtverlauf

### Vormarsch des englisch-walisischen Heeres
Mit dem ersten Morgengrauen nahmen das französische und das englisch-walisische Heer ihre jeweilige Schlachtordnung ein. Zwischen ihnen lagen zu diesem Zeitpunkt ein etwa 900 bis 1.000 Meter langes, offenes und fast flaches Stück Ackerland, das zu beiden Seiten von Gehölz gesäumt war. Es war kurz vor der Schlacht gepflügt worden, um dort Winterweizen einzusäen. Auf französischer Seite betrug der Abstand zwischen den beiden Gehölzen rund 1.100 Meter.:S. 94 und S. 100:S. 240f

Schlachtverlauf

Vor Schlachtbeginn verhandelten noch ein letztes Mal Abgesandte beider Heere in der Mitte des voraussichtlichen Schlachtfeldes, um eine friedliche Einigung zu erzielen. Juliet Barker ist der Überzeugung, dass die Initiative dazu von Heinrich V. ausging, weil es zu seinen Pflichten als christlicher König gehörte, noch einmal Anstrengungen zu unternehmen, ein Blutvergießen zu verhindern.:S. 284 Anne Curry dagegen sieht in diesen Verhandlungen eine Verzögerungstaktik der Franzosen, die Zeit gewinnen wollten, bis weitere Verstärkung eintraf.:S. 238 Die Verhandlungen verliefen ergebnislos. Danach standen sich die beiden Heere über drei oder vier Stunden gegenüber, ohne dass es zu Kriegshandlungen kam.:S. 94 und S. 101:S. 71 Nach damaliger militärischer Lehre nahm derjenige einen Nachteil in Kauf, der seine Truppen zuerst in Marsch setzte. Zwei der zeitgenössischen Chronisten der Schlacht berichten, dass sich während dieses stundenlangen Wartens Franzosen in der vordersten Reihe hingesetzt, gegessen, getrunken und alten Streit untereinander begraben hätten.:S. 101 Schließlich war es Heinrich V., der seinen Truppen den Befehl gab, sich den Franzosen bis auf etwa 250 bis 300 Meter zu nähern.:S. 103 Auf diese Entfernung konnten die Pfeile der englisch-walisischen Bogenschützen die französische Seite erreichen. John Keegan vermutet, dass das englisch-walisische Heer gut zehn Minuten benötigte, um die etwa 600 Meter durch Regen aufgeweichten Ackerbodens zu überwinden.:S. 103 Für die englische Seite war der Zeitraum des Vormarsches ein sehr kritischer Moment. Die englischen Bogenschützen mussten die Pfähle, die zu ihrem Schutz in den Boden gerammt waren, wieder herausziehen und weiter vorne erneut einschlagen. Wäre in diesem Moment der Angriff der französischen Berittenen erfolgt, wären sie dem Angriff weitgehend wehrlos ausgesetzt gewesen.:S. 285–290:S. 72
Zeitgenössische Berichte widersprechen sich, warum in diesem offensichtlichen Moment kein französischer Angriff der Berittenen erfolgte. Einig sind sich die französischen Quellen, dass die Berittenen in diesem Moment nicht an den Stellen waren, die die Schlachtordnung für sie vorsah. Gilles le Bouvier, einer der zeitgenössischen Chronisten der Schlacht, hielt fest, dass niemand in diesem Moment mit einer Bewegung auf englischer Seite rechnete und viele der Berittenen ihre Stellung verlassen hatten, um sich aufzuwärmen, ihre Pferde zu füttern, zu tränken oder warm zu reiten.:S. 291 Das war möglicherweise nicht nur Disziplinlosigkeit. Als Schlachtrösser wurden ausschließlich Hengste verwendet, deren natürliche Aggressivität ein ruhiges Nebeneinanderstehen über mehrere Stunden unmöglich machte.:S. 87 Dank des Überraschungsmoments erreichte das englisch-walisische Heer die schmalste Stelle zwischen den Wäldern von Azincourt und Tramecourt. Die Breite der englischen Position dürfte an dieser Stelle etwa 860 Meter betragen haben.:S. 104 Die französischen Berittenen konnten wegen des direkt angrenzenden Gehölzes das englische Heer nicht mehr zangenförmig umreiten und von den Seiten angreifen, sondern mussten jetzt frontal angreifen.:S. 33

### Angriff der französischen Berittenen
Unmittelbar nachdem das englisch-walisische Heer vorgerückt war, eröffneten die Bogenschützen das eigentliche Schlachtgeschehen. Es ist nicht überliefert, wie die Befehle zwischen den verschiedenen Abteilungen der Bogenschützen synchronisiert wurden. Sicher ist jedoch, dass die englisch-walisischen Bogenschützen weitgehend gleichzeitig ihre Pfeile abschossen.:S. 105–106 Englische Bogenschützen waren darin geübt, mittels einer hohen, parabolischen Schussbahn ein Ziel zu treffen, und diese Schießtechnik kam hier zum Einsatz.:S. 87 Das primäre Ziel dieses Pfeilhagels war es, das französische Heer zum Angriff zu provozieren.:S. 35 Die Pfeile selbst richteten wegen ihrer geringen Endgeschwindigkeit und des steilen Auftreffwinkels bei den französischen Gewappneten nicht viel Schaden an. Die wattierten Stoffumhänge der Pferde wurden von den scharfen Spitzen der Pfeile jedoch auch noch auf diese Entfernung durchschlagen, so dass eine Verletzung von zumindest einigen der Pferde auf französischer Seite wahrscheinlich ist.:S. 105–106
Das französische Heer reagierte auf den Pfeilangriff mit dem Angriff ihrer Berittenen. Statt der 1.000 (oder – je nach Autor – 800 bis 1.200) Berittenen griffen jedoch nur etwa 420 französische Reiter die Bogenschützen an.:S. 292 Der Angriff der französischen Reiterei blieb nicht nur wegen der geringen Zahl ineffektiv. Wegen des schweren und aufgeweichten Ackerbodens erreichten die Pferde der französischen Reiterei nicht ihre volle Angriffsgeschwindigkeit und kamen zum Teil sogar ins Rutschen und Fallen, so dass die Linie der Reiter weit auseinandergezogen wurde.:S. 292–294 Die verminderte Geschwindigkeit des reiterlichen Angriffs setzte die Pferde außerdem länger einem Beschuss durch die Bogenschützen aus. Schlachtrösser waren darauf trainiert, gegen ein Ziel wie einen anderen Reiter oder einen Fußsoldaten vorzupreschen. Selbst ein trainiertes Pferd hätte jedoch vor einem Hindernis gescheut, das es nicht umgehen oder überspringen konnte.:S. 90
Es gilt daher als sicher, dass die Bogenschützen vor ihren Pfählen standen, bis sich die französische Reiterei auf Lanzennähe genähert hatte und die Pferde vor den Pfählen nicht mehr wenden konnten. Einige Reiter brachen in die Reihen der englisch-walisischen Bogenschützen ein.:S. 109 Von drei Anführern der französischen Berittenen ist bekannt, dass sie dabei ums Leben kamen. Die Pferde von Robert de Chalus, Poncon de la Tour und Guillaume de Saveuse waren durch die Pfähle zum Stürzen gebracht worden, ihre Reiter fielen zwischen die englisch-walisischen Bogenschützen und wurden von diesen erschlagen.:S. 294 Zahlreiche andere Führer der Berittenen dagegen überlebten. Zeitgenössische Chronisten der Schlacht wie Gilles de Bouvier haben die im Vergleich zu den französischen Gewappneten deutlich geringere Todesrate der Berittenen zum Anlass genommen, diesen feiges Versagen vorzuwerfen.:S. 296
Der Angriff der französischen Reiter, der die englisch-walisischen Bogenschützen außer Gefecht setzen sollte,:S. 250 scheiterte nicht nur, sondern wendete sich letztlich gegen das französische Heer. Nur ein Teil der Berittenen und einige der herrenlosen Pferde entkamen in die Wälder, die das Schlachtfeld begrenzten. Die meisten Pferde und französischen Reiter kehrten um und galoppierten zurück. Dabei kollidierten einige der Pferde mit der französischen Vorhut, die zeitgleich mit den Reitern ihren Angriff begonnen hatte.:S. 35

### Angriff der französischen Gewappneten

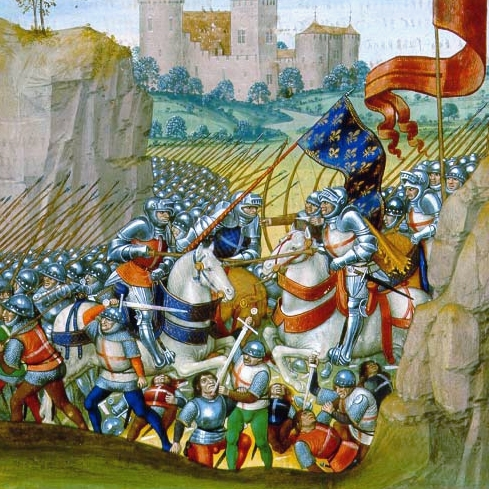
Französische Darstellung der Schlacht in der „Chronique de France“ von Enguerrand de Monstrelet, 1495

Die erste Abteilung der französischen Fußtruppen – vermutlich achttausend Mann in acht dichtgedrängten Reihen – setzte sich zeitgleich mit dem Angriff der französischen Berittenen in Marsch. Sie hätten nach Schätzungen von John Keegan die Reihe der englischen Fußtruppen unter normalen Umständen in drei bis vier Minuten erreicht. Mehrere Faktoren verhinderten das. Wer von den Fußtruppen – wie zu dieser Zeit bereits weitgehend üblich:S. 297 – auf einen Schild verzichtete, war gezwungen, das Visier herunterzulassen, um sein Gesicht vor den Pfeilen zu schützen. Das behinderte allerdings die Atmung und schränkte die Sicht erheblich ein. Wegen der dichten Reihe waren sie aber auch bei einem frühzeitigen Erkennen der auf sie zugaloppierenden Pferde nicht in der Lage, die Reihen schnell genug zu öffnen, um sie hindurchzulassen.:S. 111 Einige der Männer wurden zu Boden getrampelt und die Bewegung der Ausweichenden und Fallenden brachte den Vormarsch ins Stocken.
Das hohe Gewicht des Plattenpanzers, zu dem noch Lanze, Schwert, Dolch und möglicherweise Streitkolben kamen, stellte für die heranmarschierenden französischen Adeligen ein verhältnismäßig geringes Problem dar. Sie waren seit ihrer Jugend gewöhnt, in dieser Rüstung und mit dieser Ausrüstung zu kämpfen und sich zu bewegen. Ähnlich wie die französischen Berittenen wurden sie vor allem durch den aufgeweichten, schweren Boden behindert. Sie sanken teilweise bis zu den Knien im Lehm ein, was den Vormarsch stark verlangsamte und für sie ungewöhnlich anstrengend machte.:S. 298:S. 254 Wer während des Vormarsches in den vorderen Reihen stürzte, hatte wegen der nachrückenden Reihen hinter sich wenig Gelegenheit, sich wieder aufzurichten.:S. 298 Die Verlangsamung der französischen Vorwärtsbewegung gab den englisch-walisischen Bogenschützen Gelegenheit, mehrere Pfeilsalven auf die Heranmarschierenden abzuschießen.:S. 253 Das dürfte zu diesem Zeitpunkt zu Verwundeten und Toten unter den französischen Gewappneten geführt haben.:S. 244 Schwachpunkte der Rüstung waren die Schulterpartien und die Schlitze im Visier. Die Bogenschützen schossen ihre Pfeile jetzt flach, so dass diese auf kürzere Entfernung durchaus auch Rüstungsplatten durchschlagen konnten.

### Aufeinandertreffen der Gewappneten
Mehrere Chronisten berichten, dass die französischen Gewappneten in drei Säulen auf die englische Frontlinie trafen und sich der Kampf auf die verhältnismäßig kurze Frontlinie konzentrierte, an der die englisch-walisischen Gewappneten und damit der englisch-walisische Adel standen. Aus Sicht eines französischen Adeligen brachte es weder Ehre noch Lösegeld, gegen einfaches Fußvolk wie Bogenschützen zu kämpfen. Diese waren außerdem nach wie vor durch die schräg in den Boden gerammten Pfähle geschützt, die einen Gewappneten im Kampf gegen nur leicht oder gar nicht gerüstete und damit bewegungsfähigere Bogenschützen behindert hätten.:S. 104
Die Engländer wichen nach den Berichten der Chronisten beim Zusammentreffen mit den Franzosen um „eine Lanzenlänge“ zurück. Die Priester, die hinter der englisch-walisischen Linie standen, interpretierten das Zurückweichen als erstes Indiz für eine englische Niederlage und brachen in lautes Jammern aus.:S. 299 Obwohl zahlenmäßig unterlegen, fingen sich die englisch-walisischen Gewappneten wieder und griffen ihrerseits die Franzosen an. Die französischen Gewappneten hatten ihre Lanzen verkürzt. Dadurch waren sie im Nahkampf einfacher zu handhaben. Die englisch-walisischen Gewappneten dagegen hatten auf das Kürzen der Lanzen verzichtet. Das bevorteilte sie beim ersten direkten Aufeinandertreffen der beiden Truppen. Vermutlich richteten sich die Lanzenstöße der englisch-walisischen Gewappneten vor allem gegen den Unterleib und die Beine der angreifenden Franzosen und zielten darauf, die Gewappneten zum Sturz zu bringen.:S. 255
John Keegan, Anne Curry und Juliet Barker vertreten einhellig die Ansicht, dass sich in diesem Moment die zahlenmäßige Überlegenheit der Franzosen nachteilig für diese auswirkte. Um wirkungsvoll zu kämpfen, benötigte ein Krieger Raum, damit er seitlich oder rückwärts den Hieben und Stößen des Gegners ausweichen konnte. Die sieben- bis achthundert Franzosen, die den Engländern und Walisern direkt gegenüberstanden, verfügten darüber nicht, weil hinter ihnen tausende von französischen Gewappneten nach vorne drängten. Die Engländer standen dagegen nur in vier Reihen gestaffelt und waren dadurch im direkten Zweikampf den Franzosen überlegen. Die Franzosen, die in den ersten Minuten des Kampfes fielen, schränkten die Bewegungsfähigkeit der übrigen Franzosen noch weiter ein.:S. 115–116:S. 300:S. 35 Keegan ist der Ansicht, dass dies der entscheidende Faktor war, der die Schlacht von Azincourt zu Gunsten der Engländer entschied:

„Wäre die französische Linie größtenteils fest auf den Beinen geblieben, dann hätte ihre große zahlenmäßige Überlegenheit binnen kurzem die Engländer zurückgedrängt. Gingen aber einmal Männer zu Boden […], mussten die in der nachfolgenden Reihe feststellen, dass sie nur in Reichweite der Engländer gelangen konnten, wenn sie über oder auf die Körper der Liegenden traten. Ging man davon aus, dass der Druck von hinten anhielt, dann blieb ihnen gar keine andere Wahl; damit aber wurden sie für einen Sturz noch anfälliger als die bereits Gefällten; denn der Körper eines Menschen gibt entweder eine labile Kampfplattform ab oder er bildet ein höchst wirksames Hindernis für einen Mann, der sich gegen einen sehr wilden Angriff von vorn zu verteidigen sucht.“

Einige wenige, wie der junge Raoul d’Ailly, hatten das Glück, noch während der Schlacht lebend aus dem Haufen der Gefallenen hervorgezogen zu werden. Die meisten der verwundeten und gestürzten Franzosen wurden von dem Gewicht ihrer Kampfgenossen erdrückt oder erstickten im Schlamm.:S. 300 Die Chronisten sprachen von „zur Mauer aufgeschichteten Toten“ oder von „mannshohen Haufen“ an Leichen. Das zählt nach den Analysen von John Keegan zu den Übertreibungen mittelalterlicher Chronisten. Die Toten lagen zwar an der vorderen Linie gehäuft, aber auf Basis der Untersuchungen von verlustreichen Schlachten des 20. Jahrhunderts weiß man, dass sich die Körper von Gefallenen nicht zu Mauern auftürmen. Selbst an den am stärksten umkämpften Stellen lagen daher nicht mehr als zwei oder drei Leiber übereinander.:S. 123

### Eingreifen der englisch-walisischen Bogenschützen
Die Chronisten berichten übereinstimmend, dass zu diesem Zeitpunkt die englisch-walisischen Bogenschützen direkt in den Kampf eingriffen. Sie dürften zu diesem Zeitpunkt über keine Pfeile mehr verfügt haben. Bogenschützen hatten in der Regel ein oder zwei Köcher mit je 24 Pfeilen, die sie in einem Abstand von je zehn Sekunden abschießen konnten. Es wird daher als sicher angenommen, dass sie eine halbe Stunde nach den ersten Kämpfen zwischen den Gewappneten keine Pfeile mehr hatten. Ihr Angriff erfolgte mit Dolchen, Schwertern, Streitäxten und den Hämmern, die sie zum Einschlagen der Pfähle verwendet hatten.:S. 255 Da sie in einem offenen Kampf mit einem Gewappneten unterlegen gewesen wären, geht John Keegan davon aus, dass sich ihre Attacken gegen die Franzosen richteten, die sich im Randbereich der Kämpfenden befanden und bereits gestürzt oder verwundet waren.:S. 117
Der Flankenangriff der Bogenschützen und der Frontalangriff der englisch-walisischen Gewappneten bewirkte, dass der größte Teil der ersten französischen Linie entweder bereits geflohen, tot, verwundet oder bereit war, sich zu ergeben, als die zweite Linie der Franzosen angriff. Die zeitgenössischen Chronisten berichten sehr wenig über diese Verstärkung der französischen Seite. John Keegan vermutet, dass sich die Chronisten über diese Verstärkung auf französischer Seite ausschwiegen, weil sich die Erfahrungen der ersten Linie wiederholten und die Verstärkung keine merkliche Wirkung hatte.:S. 122 Ihr Angriff wurde durch die Gegenbewegung der Fliehenden weitgehend neutralisiert und durch die zahlreichen Toten auf dem Schlachtfeld seiner Wirkung beraubt.
Die Kämpfenden der englischen Seite hatten zunächst keine Gefangenen gemacht. Erst mit zunehmender Siegesgewissheit verzichteten die Engländer auf die Tötung französischer Hochadeliger, weil deren Auslösung viel Lösegeld versprach.:S. 122:S. 35 Ein großer Teil des französischen Hochadels wurde dabei von englischem Fußvolk gefangen genommen. Der Herzog von Bourbon fiel in die Hände von Sir Ralph Fowne, einem Mann aus dem Gefolge von Ralph Shirley; Jean II. Le Maingre, Marschall von Frankreich, wurde von William Wolfe, einem einfachen Esquire, gefangen gesetzt. Arthur de Richemont und der Herzog von Orléans wurden verwundet von Bogenschützen unter den Leichen französischer Gewappneter hervorgezogen.:S. 302, 305

### Tötung der Gefangenen
Heinrich V. konnte sich seines Sieges auch drei Stunden nach Schlachtbeginn noch nicht ganz sicher sein, wie drei Vorfälle zeigten, die sich kurz hintereinander beziehungsweise parallel ereigneten: Der auf französischer Seite kämpfende Herzog von Brabant traf mit einem kleinen Gefolge verspätet auf dem Schlachtfeld ein, griff aber sofort an. Sein mutiger Angriff war jedoch vergeblich. Er wurde überwältigt und gefangen genommen. Das couragierte Beispiel des Herzogs ließ die Grafen von Masle und Fauquemberghes, die zur dritten französischen Linie gehörten, ebenfalls mit einer kleinen Truppe angreifen.:S. 36 Sie allerdings wurden während des Angriffs getötet.:S. 124f.:S. 307 Fast zeitgleich dazu ließen Schreie und Lärm die Engländer schließen, dass der hinter den englisch-walisischen Truppen befindliche und kaum bewachte Bagagetross von Franzosen angegriffen wurde. Heinrich V. ließ den Befehl geben, die gefangenen Franzosen bis auf die Wichtigsten zu töten. Überliefert ist, dass sich Heinrichs Untergebene dem Tötungsbefehl verweigerten und dass der englische König schließlich 200 Bogenschützen unter dem Befehl eines Gewappneten zur Vollstreckung des Befehls abkommandierte.:S. 126:S. 303–304 Es lässt sich nicht mehr rekonstruieren, wie viele französische Gefangene auf diesen Befehl hin getötet wurden. Nach der Schlacht begleiteten zwischen 1.000 und 2.000 französische Gefangene das englisch-walisische Heer zurück nach England, von denen die meisten vor dem Befehl gefangen genommen worden waren. Die Chronisten berichten auch, dass der Befehl zurückgenommen wurde, nachdem sich Heinrich V. sicher war, dass die dritte französische Linie von einem Angriff absah.:S. 127, 129
Juliet Barker nennt den Tötungsbefehl Heinrichs V. folgerichtig und weist darauf hin, dass dieser Befehl nicht einmal von zeitgenössischen französischen Chronisten kritisiert wurde.:S. 302 Heinrichs Truppen waren nach den drei Stunden Kampf physisch und emotional erschöpft. Er verfügte über keine Informationen über die Stärke der sich neu gruppierenden französischen Truppen und musste damit rechnen, dass die französischen Gefangenen, die lediglich entwaffnet und von einigen wenigen Engländern bewacht wurden, erneut zu den Waffen griffen.:S. 302 Anne Curry ist nach ihren Quellenrecherchen zu einem ähnlichen Schluss wie Juliet Barker gekommen, sie bezweifelt jedoch, dass Heinrich V. zu diesem Zeitpunkt vom Angriff auf den Bagagetross wusste.:S. 262, 294–295 Der Historiker Martin Clauss vertritt dagegen die Ansicht, dass die Engländer auf Befehl Heinrichs V. gängige kriegsrechtliche Konventionen ihrer Zeit brachen, deren ritterliche Normen und Regeln eine Schonung Gefangener verlangten.:S. 117 Zeitgenössische englische Chroniken verschweigen seiner Ansicht nach dieses Kriegsgräuel oder deuten es nur an, weil sie im Umkreis des englischen Königshofes entstanden.:S. 109–111 Zeitgenössische französische Quellen fokussieren sich vor dem Hintergrund der innerfranzösischen Machtkämpfe auf das Fehlverhalten der eigenen Seite. So sehen burgundische Chronisten die Verantwortung für den Angriff auf den englischen Tross bei Heerführern der Armagnaken, die damit auch die Schuld am Tod der französischen Gefangenen haben.:S. 116
John Keegan hält die Anzahl der getöteten Gefangenen für gering.:S. 128–129 Eine Massenexekution, bei der englische Bogenschützen nacheinander französische Gefangene mit Äxten erschlugen oder mit Dolchen die Kehle durchschnitten, hält er für unmöglich, ohne dass die französischen Hochadeligen sich gegen eine Tötung durch von ihnen als sozial minderwertig verachtete Fußtruppen gewehrt hätten.:S. 128–129 Für viel wahrscheinlicher hält er ein Szenario, bei dem englische Gewappnete lautstark protestieren, dass die wegen der Lösegeldzahlungen für sie so wertvollen Gefangenen getötet werden sollen, es zu Streit zwischen ihnen und dem Exekutionskommando kam, die Gefangenen vom Schlachtfeld, wo Waffen in für sie erreichbarer Nähe lagen, weggeführt wurden und die Bogenschützen während dieses Abzugs an den Seiten einzelne französische Gewappnete umbrachten.:S. 128–129 Es gibt allerdings einen Augenzeugenbericht, der deutlich macht, wie möglicherweise dem Exekutionsbefehl nachgekommen wurde: Ghillebert de Lannoy war während der Schlacht am Kopf und am Knie verwundet worden. Er wurde zwischen den französischen Leichen gefunden und gefangen genommen und mit zehn bis zwölf anderen Gefangenen in eine Hütte eingesperrt. Als der Befehl zur Tötung kam, wurde diese Hütte angezündet. Ghillebert de Lannoy gelang es, aus der brennenden Hütte zu entkommen. Er wurde allerdings kurz darauf erneut gefangen genommen.:S. 304–305

## Tote und Gefangene
Die Anzahl der Toten auf beiden Seiten ist nicht bekannt. Auf englischer Seite sind es mindestens 112 Tote. Die Zahl ist mit großer Sicherheit unvollständig und zählt nicht diejenigen, die nach der Schlacht an ihren Wunden starben.:S. 320 Alle zeitgenössischen Quellen betonen die hohe Opferzahl auf Seiten der Franzosen, insbesondere die englischen Chroniken spielen dagegen die eigene Opferzahl herunter. Nach der Belagerung von Harfleur waren die englischen Toten genau verzeichnet worden, denn mit ihrem Tod endete die Verpflichtung des Königs, für sie Sold zu zahlen. Nach Azincourt unterblieb eine solche sorgfältige Auflistung.:S. 281 Möglicherweise war die Anzahl der Toten so gering, dass es für die Krone von geringer Bedeutung war, wenn ihre Captains für einige wenige Wochen Sold für die Gefallenen kassierten. Anne Curry hält es für nicht ausgeschlossen, dass Heinrich V. bewusst die Zahl der eigenen Toten herunterspielte, da absehbar war, dass bald weitere Feldzüge in Frankreich folgen würden.:S. 281
Auffallend ist der sehr große Unterschied an Hochadeligen der englisch-walisischen und der französischen Seite, die in der Schlacht den Tod fanden. Auf englischer Seite fielen von den Hochadeligen nur Edward of Norwich, 2. Duke of York, und der erst 21-jährige Michael de la Pole, 3. Earl of Suffolk.:S. 314 Zu den Todesopfern auf französischer Seite gehören Johann I., Herzog von Alençon; Anton, Herzog von Brabant und Limburg; Eduard III., Herzog von Bar; Jean de Montaigu, Erzbischof von Sens; Charles I. d’Albret, Graf von Dreux; Friedrich I., Graf von Vaudémont; Johann VI., Graf von Roucy und Braine; Philipp von Burgund, Graf von Nevers und Rethel; Wilhelm IV., Graf von Tancarville; Jean IV. de Bueil; der 19-jährige Charles de Montaigu, Vidame de Laon; Jean de Craon, Vizegraf von Châteaudun; Pierre d’Orgemont, Herr von Chantilly und Hugues III. d’Amboise, Vater von Pierre d’Amboise.
Zu den Gefangenen, die den Tötungsbefehl überlebten, gehörten unter anderem Karl, Herzog von Orléans; Johann I., Herzog von Bourbon; Georges de La Trémoille, Graf von Guînes; Jean II. Le Maingre, Marschall von Frankreich; Arthur de Richemont, der spätere Herzog der Bretagne; Louis de Bourbon, Comte de Vendôme und Charles d’Artois, der Graf von Eu. Für Heinrich V. waren diese Gefangenen nicht nur wegen der hohen Lösegeldforderungen wertvoll. Ihre Gefangenschaft in England symbolisierte für viele Jahre die verheerende Niederlage, die das französische Heer bei der Schlacht von Azincourt erlitten hatte.:S. 285 Wie viele weitere französische Gefangene das englisch-walisische Heer von Calais aus nach England zurück begleiteten, ist nicht sicher. Zeitgenössische Quellen nennen zwischen 700 und 2.200.:S. 286 Sicher ist, dass eine Reihe von Gefangenen bereits in Calais ihr Lösegeld stellen konnte und daher französischen Boden nie verließ.:S. 289 Anne Curry hat nach ihren Quellenstudien insgesamt nur 282 Gefangene nachweisen können, die einen Teil ihrer Gefangenschaft in England verbrachten.:S. 290

## Auswirkung der Niederlage
Militärisch war Frankreich so nachhaltig geschlagen, dass der englische Regent Heinrich V. seine Kriegsziele in den Folgejahren durchsetzen konnte, Caen besetzte und schließlich fünf Jahre später der französischen Krone den Vertrag von Troyes aufzwang, durch den er die französische Prinzessin Katharina von Valois heiratete und sich zum Nachfolger des französischen Königs Karl VI. machte.
Das Ausmaß der Niederlage Frankreichs führte auch zu einer Neuausrichtung der burgundischen Politik, die 1420 im Vertrag von Troyes zum Tragen kam. Der König von England wurde von den Burgundern als König von Frankreich anerkannt, um auf die Bildung eines unabhängigen Reiches hinzuarbeiten.

## Die Schlacht von Azincourt als patriotischer britischer Mythos
Die Erinnerung an die Schlacht wurde in Großbritannien zu einem nationalen Mythos verklärt. Noch 1944, mitten im Zweiten Weltkrieg, wurde in Großbritannien mit großem Aufwand und unter der Regie von Laurence Olivier Shakespeares Drama Heinrich V. (mit Olivier in der Hauptrolle) verfilmt, um den Briten im Kampf gegen die Deutschen propagandistisch den Rücken zu stärken.
Auch nach über 600 Jahren ist die Schlacht immer noch tief im kollektiven Bewusstsein der Briten als größter englischer Sieg der (Militär-)Geschichte verankert – nicht zuletzt auch deshalb, weil es ein Sieg gegen den „Erzfeind“, die Franzosen, war. So taucht Azincourt neben den Schlachten von Trafalgar (1805 gegen Villeneuve) und Waterloo (1815 gegen Napoléon) in mehr oder weniger regelmäßigen Abständen in der britischen Regenbogenpresse auf, wenn es um das aktuelle (in diesen Fällen immer angespannte) Verhältnis des Königreiches zu seinem Nachbarn Frankreich geht. In der Brexit-Debatte im britischen Unterhaus am 1. Februar 2017 meinte der konservative Abgeordnete Jacob Rees-Mogg, der Tag des EU-Referendums werde „als einer der wichtigsten Tage“ in die britische Geschichte eingehen und künftig mit den Schlachten von Azincourt und Waterloo gleichgesetzt werden.
Mehrere hundert Jahre hindurch hatte die englische Deutung der Ereignisse gegolten: Heinrich V. und seine Mannen sahen sich einer riesigen gegnerischen Übermacht gegenüber. Bis vor einigen Jahren noch glaubte man an ein Verhältnis von 4:1 zu Gunsten der Franzosen. Jedoch weisen neuere Forschungen von Anne Curry darauf hin, dass das zahlenmäßige Übergewicht der Franzosen wesentlich geringer gewesen sein könnte. Nach ausführlichem Quellenstudium kommt sie zur Schlussfolgerung, dass die Franzosen nur einige tausend Mann mehr in die Schlacht führten. Das genaue Kräfteverhältnis bleibt aber nach wie vor strittig.
Der britische Zoologe und Verhaltensforscher Desmond Morris erklärte in der ersten Episode der BBC-Dokumentarserie The Human Animal aus dem Jahre 1994:

‘In Britain, the main insult is a two-finger gesture, which dates back to the Battle of Agincourt. It's a gesture that foreigners sometimes confuse with the ‚V for Victory‘ sign, but that's performed with the hand the other way around.’

„In Großbritannien ist die größte Beleidigung eine Zwei-Finger-Geste [ausgestreckter Mittel- und Zeigefinger, leicht gespreizt], die auf die Schlacht von Azincourt zurückzudatieren ist. Es ist eine Geste, die Ausländer gelegentlich mit dem ‚V for Victory‘-[Sieges-]Zeichen verwechseln, welches jedoch mit der Hand andersherum dargestellt wird. [d. h. mit dem Handrücken dem Akteur zugewandt]“

 Das so dargestellte V-Zeichen symbolisiert vermutlich den lateinischen dynastischen Zahlenzusatz im Namen des siegreichen englischen Königs und Befehlshabers Heinrich V.

## Literarische und filmische Verarbeitung
- Die Schlacht wird in William Shakespeares Heinrich V. thematisiert. Dieses Stück ist dreimal unter dem Originaltitel verfilmt worden. 1944 von und mit Laurence Olivier und 1989 von und mit Kenneth Branagh. 2012 erschien die nur in englischer Sprache verfügbare Serie The Hollow Crown, bestehend aus Shakespeares Werken Richard II, Henry IV Pt1 & Pt2 und Henry V.
- Die Rede, mit der in Shakespeares Historiendrama Heinrich V. der Titelheld seine Anhänger am Morgen der Schlacht am Crispinstag (25. Oktober) 1415 anfeuert, wird als St.-Crispins-Tag-Rede bezeichnet. Sie wird in der Militärkomödie Mr. Bill von einem der Soldaten bei einer Gefechtsübung rezitiert.
- Im Roman Das Zeichen des Sieges von Bernard Cornwell wird die Schlacht aus der Sicht eines englischen Bogenschützen ausführlich beschrieben. Für 2013 war der Beginn der Dreharbeiten zu einer Filmadaption unter der Regie von Michael Mann geplant.[24]
- Im Roman Die Hüter der Rose von Rebecca Gablé nimmt die Schlacht einen kleinen, aber bedeutenden Teil der Handlung ein. Die Darstellung erfolgt hier aus der Sicht eines jungen englischen Adeligen.
- Im Science-Fiction-Roman Der Widerstand von David Weber wird im Prolog die Schlacht aus Sicht einer fiktiven Alienrasse geschildert.
- Im Film The King (2019) wird die Regentschaft von Heinrich V. und die Schlacht von Azincourt thematisiert.